# Papier elektroniczny

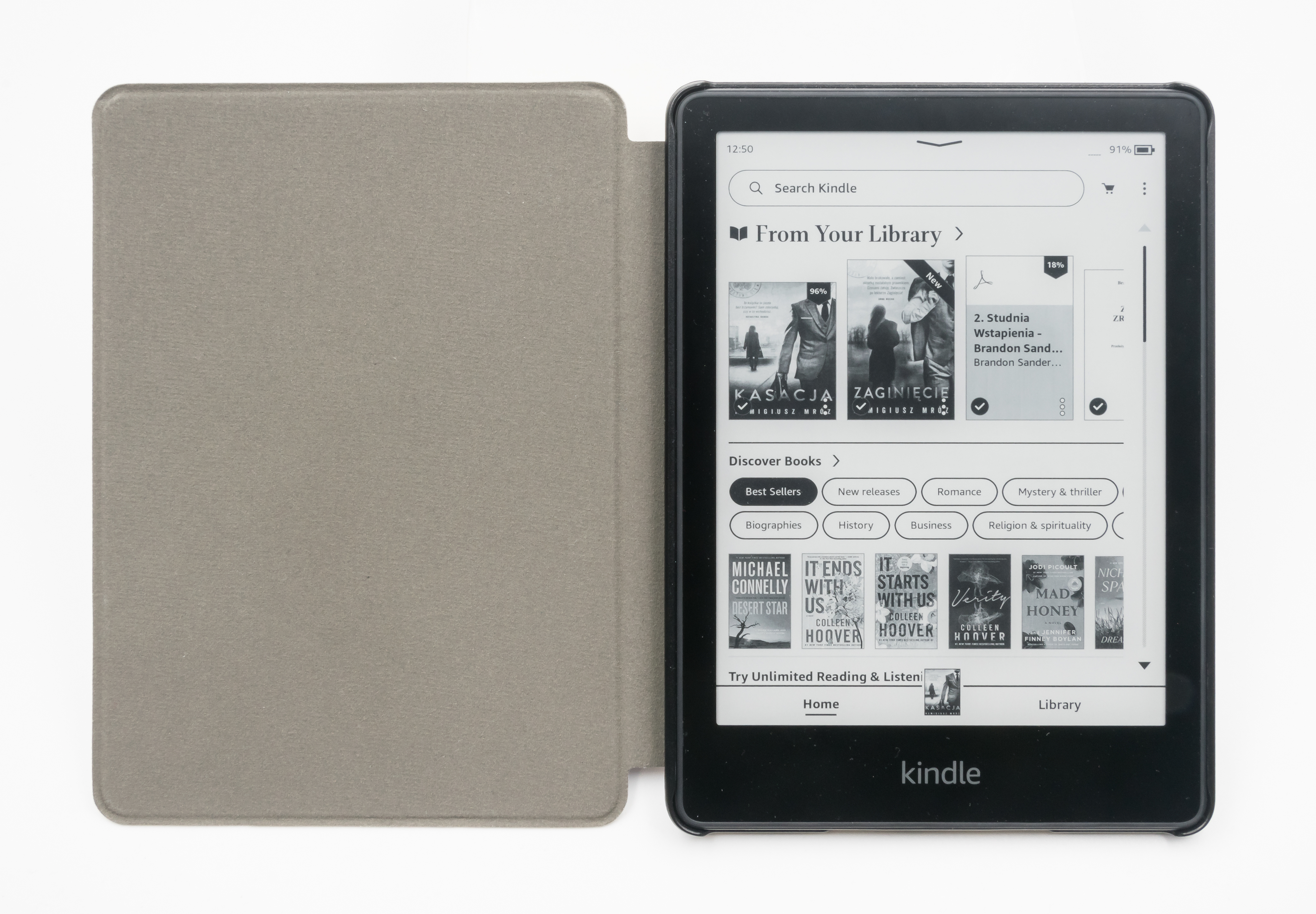
Czytnik Amazon Kindle Paperwhite z wyświetlaczem wykonanym z e-papieru

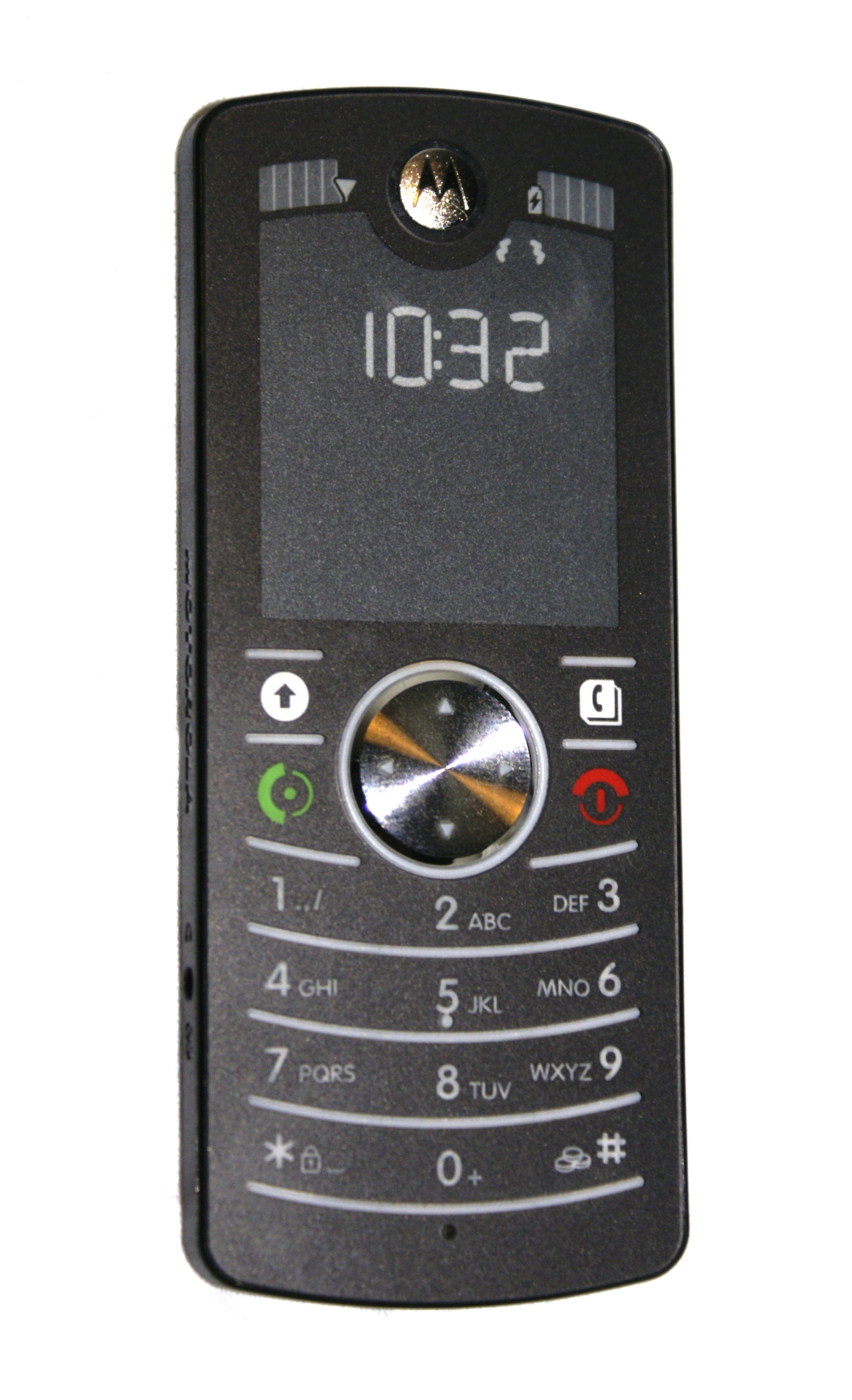
Telefon komórkowy Motorola F3 z wyświetlaczem w technologii e-papieru

Papier elektroniczny (e-papier) – rodzaj wyświetlacza, który swoimi gabarytami i elastycznością dąży do imitacji papieru. Na e-papierze można tworzyć notatki za pomocą odpowiednich narzędzi (np. elektroniczny „ołówek”) albo na którego powierzchni może być wyświetlany elektronicznie zapisany tekst. 
Rozpowszechnienie e-papieru ograniczyłoby zużycie papieru do robienia notatek oraz zmniejszyłoby liczbę drukowanych stron.
Autorem terminu „e-papier”, a zarazem wynalazcą „e-papieru” jest Nicholas Sheridon, który pracował w latach 70. XX w. nad wyświetlaczami mogącymi zastąpić monitory oparte na technologii CRT dla firmy Xerox.

## Rodzaje e-papieru
Istnieje wiele konkurencyjnych technologii, mających sprostać wymogom „prawdziwego” e-papieru.

### Gyricon
Historycznie pierwszą technologią był „e-papier”, składający się z mikroskopijnych kulek magnetycznych, wprasowywanych między dwie cienkie folie, z których jedna posiadała zdolność przewodzenia prądu. Kulki te z jednej strony były czarne, a z drugiej białe. Po przyłożeniu punktowego pola elektrycznego przy pomocy „elektronicznego pisaka” obracały się one czarną stroną do powierzchni papieru. „Zmazanie zapisu” następowało po przyłożeniu silnego pola elektrycznego do całej „kartki”, co powodowało obrócenie się wszystkich kulek białą stroną ku powierzchni papieru. Technologia ta została opracowana w latach 70. XX wieku, przez Nicka Sheridona z Xerox's Palo Alto Research Center i opatentowana pod nazwą Gyricon.

### E-papier z mikrokapsułkami
W 1997 dwaj studenci MIT – J.D. Albert i Barrett Comiskey – zainspirowani pracami profesora Josepha Jacobsona opracowali inny rodzaj e-papieru. Technologia ta jest oparta na mikroskopijnych kapsułkach wypełnionych elektrycznie naładowanymi drobinami o białej barwie, zawieszonymi w kolorowanym oleju. Normalnie drobiny te wypływają na powierzchnię oleju i zakrywają całkowicie olej. Przyłożenie słabego pola elektrycznego od dołu papieru ściąga drobiny na dół kapsułek i odsłania kolorowy olej. 
Sam pomysł nie był nowy, gdyż na podobnej zasadzie działała dawno zarzucona technologia wyświetlaczy elektroforetycznych, jednak nowością było umieszczenie kapsułek w cienkiej, giętkiej folii, a nie w płytce szklanej. Podstawowym problemem z tym rodzajem e-papieru jest nietrwałość zapisu, gdyż jest on podatny na wstrząsy i działanie zewnętrznych źródeł pola elektrycznego.

### E ink
Modyfikacją tej technologii, również opracowaną przez Jacobsona, jest folia z kapsułkami, w których znajduje się bezbarwny olej i dwa rodzaje naładowanych elektrycznie drobin: białe i czarne. Firma założona przez Jacobsona o nazwie E Ink rozpoczęła w 1999 r. produkcję e-papieru opartego na tej technologii, który jak dotąd znalazł zastosowanie w sieci amerykańskich hipermarketów Walmart i jest tam stosowany do tablic ogłoszeniowych i tabliczek z cenami, których zawartość jest sterowana przez centralny system komputerowy. Technologia została wykorzystana też w czytnikach e-booków takich jak Amazon Kindle czy eClicto.

### Inne rodzaje e-papieru
Wiele innych firm pracuje usilnie nad rozmaitymi technologiami e-papieru, opartymi m.in. na: ciekłych kryształach, wyświetlaczach elektrochemicznych i plazmowych. Do firm zajmujących się tą dziedziną badań zalicza się m.in. Gyricon, który nadal istnieje po uniezależnieniu się od Xeroxa, Philips Electronics, Kent Displays, Nterra i Sony. 
Firma Hitachi pracuje nad elastycznym wyświetlaczem, wykonanym w technologii EPD (z ang. Electronic Paper Display) o przekątnej 13,1 cala. E-papier Hitachi potrafi wyświetlić kolorowy obraz w rozdzielczości 512×384 pikseli.
W kwietniu 2004 firma Sony ogłosiła wypuszczenie pierwszego komercyjnie dostępnego urządzenia, spełniającego rolę e-papieru, o nazwie LIBRIé. Jest to mały, lekki czytnik  książek elektronicznych, w którym wyświetlacz jest oparty na technologii e-papieru, opracowanej wspólnie przez E ink, Philipsa i Sony.

## Zastosowanie e-papieru
E-papier jest stosowany w wielu branżach, zastępując papierowe produkty bądź elektroniczne wyświetlacze. E-papier znalazł zastosowanie nie tylko w czytnikach książek elektronicznych, ale także w roli etykiet cenowych, w tablicach edukacyjnych, jako wyświetlacz rozkładów jazdy czy baner reklamowy. Ponieważ ekran e-papieru zużywa mikroskopijne ilości energii, stanowi on wielką szansę na szerokie wprowadzenie dynamicznej informacji pasażerskiej na obszarach podmiejskich i wiejskich, gdzie większość przystanków nie posiada przyłączy energetycznych. W tych zastosowaniach wystarczającym źródłem energii są panele fotowoltaiczne czy nawet baterie. 
W Polsce oparty na wyświetlaczach z e-papieru system informacji pasażerskiej został po raz pierwszy zastosowany przez przewoźnika Grodziskie Przewozy Autobusowe obsługujące Grodzisk Mazowiecki i okolice (maj 2024). Największą zaletą tego rozwiązania jest brak konieczności doprowadzenia zasilania do wyświetlaczy i związanej z tym biurokracji oraz prac ziemnych – zasilanie jest z baterii, która powinna wystarczyć na trzy lata eksploatacji. Podobne rozwiązanie wprowadzane jest w Skierniewicach.